# Sfântul Pantelimon

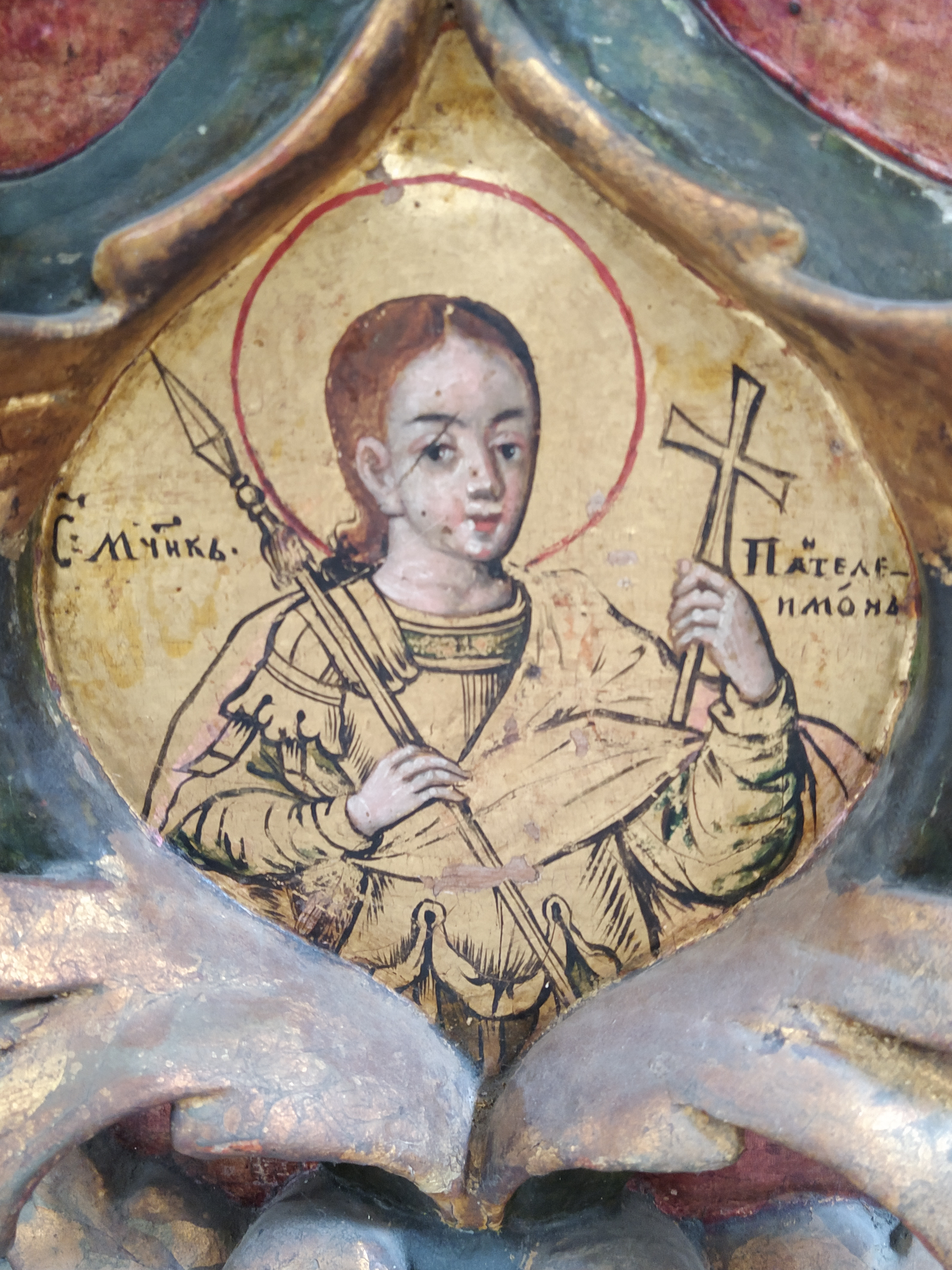
Sfântul Pantelimon, iconostasul Catedralei din Blaj, secolul al XVIII-lea

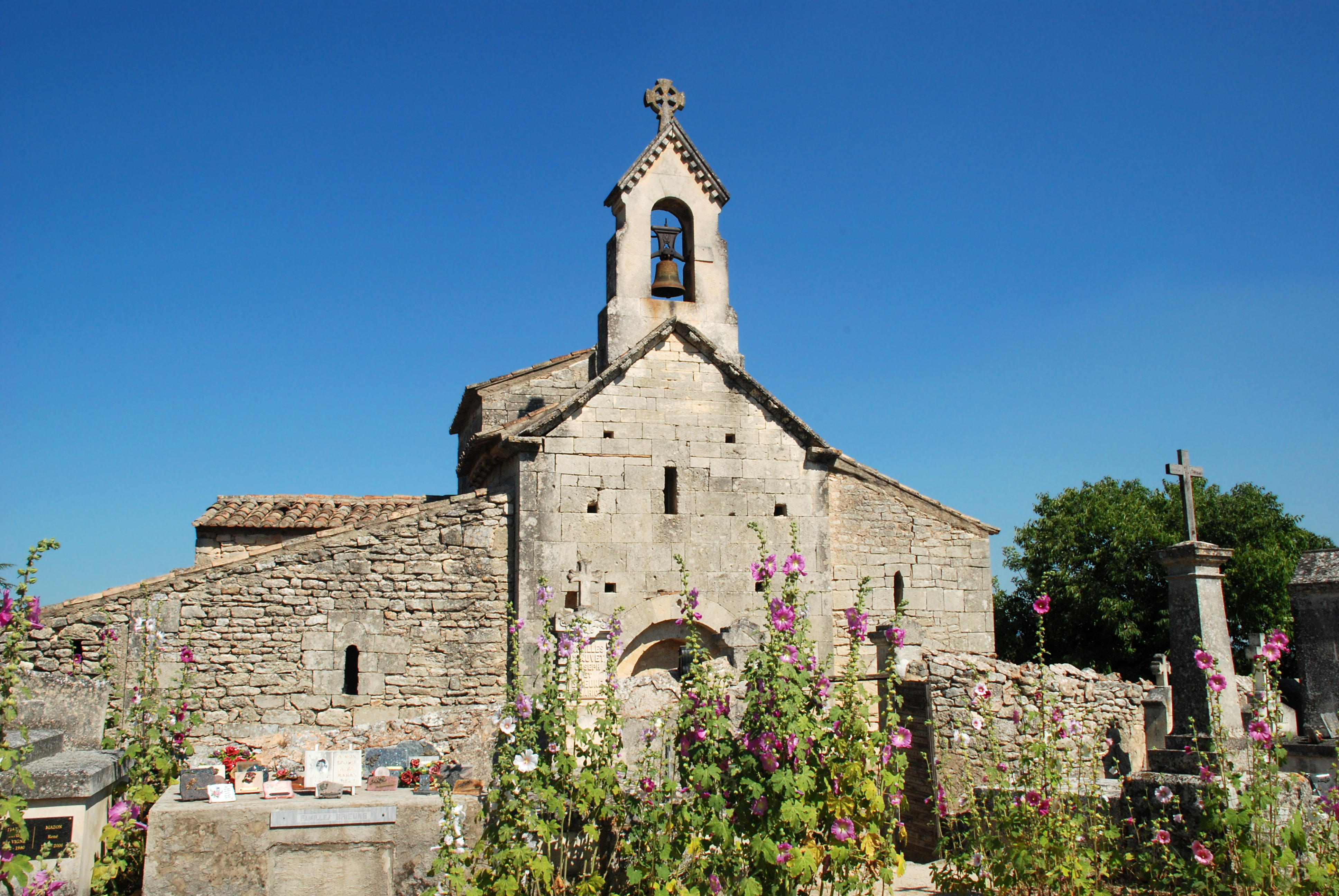
fr, monument de arhitectură romanică din secolul al XI-lea

Sfântul Pantelimon (în greacă Παντελεήμων, în rusă Пантелеи́мон; cu sensul de „cel preamilostiv”), pe numele real Pantaleon, (n. 275 d.Hr., Nicomedia, Bithynia et Pontus⁠(d), Roma Antică – d. 27 iulie 305 d.Hr., Nicomedia, Roma Antică) a fost un martir din orașul Nicomidia al Bitiniei în timpul persecuției lui Dioclețian. El este considerat în Biserica Apuseană drept unul dintre cei Paisprezece ajutători și în Bisericile Orientale drept unul dintre Doctorii fără de arginți. Este unul dintre cei mai populari sfinți ortodocși, fiind invocat deseori de cei în suferințe ca tămăduitor.
Deși există dovezi care sugerează că a existat un martir pe nume Pantelimon, unii autori consideră că poveștile referitoare la viața și moartea lui sunt simple legende.

## Viața lui Pantaleon
Potrivit martirologiilor, Pantaleon (nume ce înseamna „cel puternic ca un leu”) era fiul unui păgân bogat, Eustorgius din Nicomidia, și al unei mame creștine, Sf. Eubula. A primit o educație creștină aleasă de la mama sa, dar după moartea ei a uitat învățăturile creștine și a ajuns, ca și tatăl său, să se închine la idoli. Tatăl său l-a trimis la școlile vremii, unde a studiat filozofia și a ajuns ucenicul unui medic renumit pe nume Eufrosinos, de la care a deprins secretele medicinei; sub patronajul lui Eufrosinos tânărul Pantaleon a devenit medic al împăratului roman Galerius.

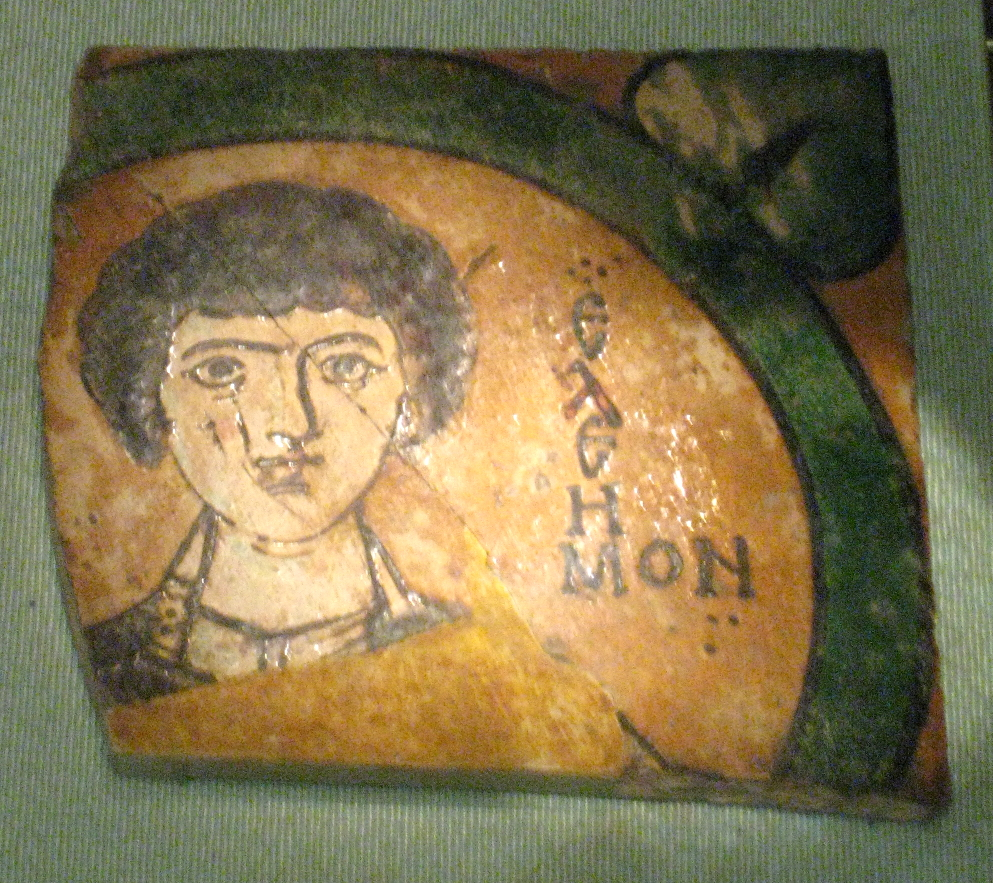
Sf. Pantelimon reprezentat pe o placă de ceramică bizantină din secolul al X-lea, aflată în Muzeul Național de Istorie din Moscova

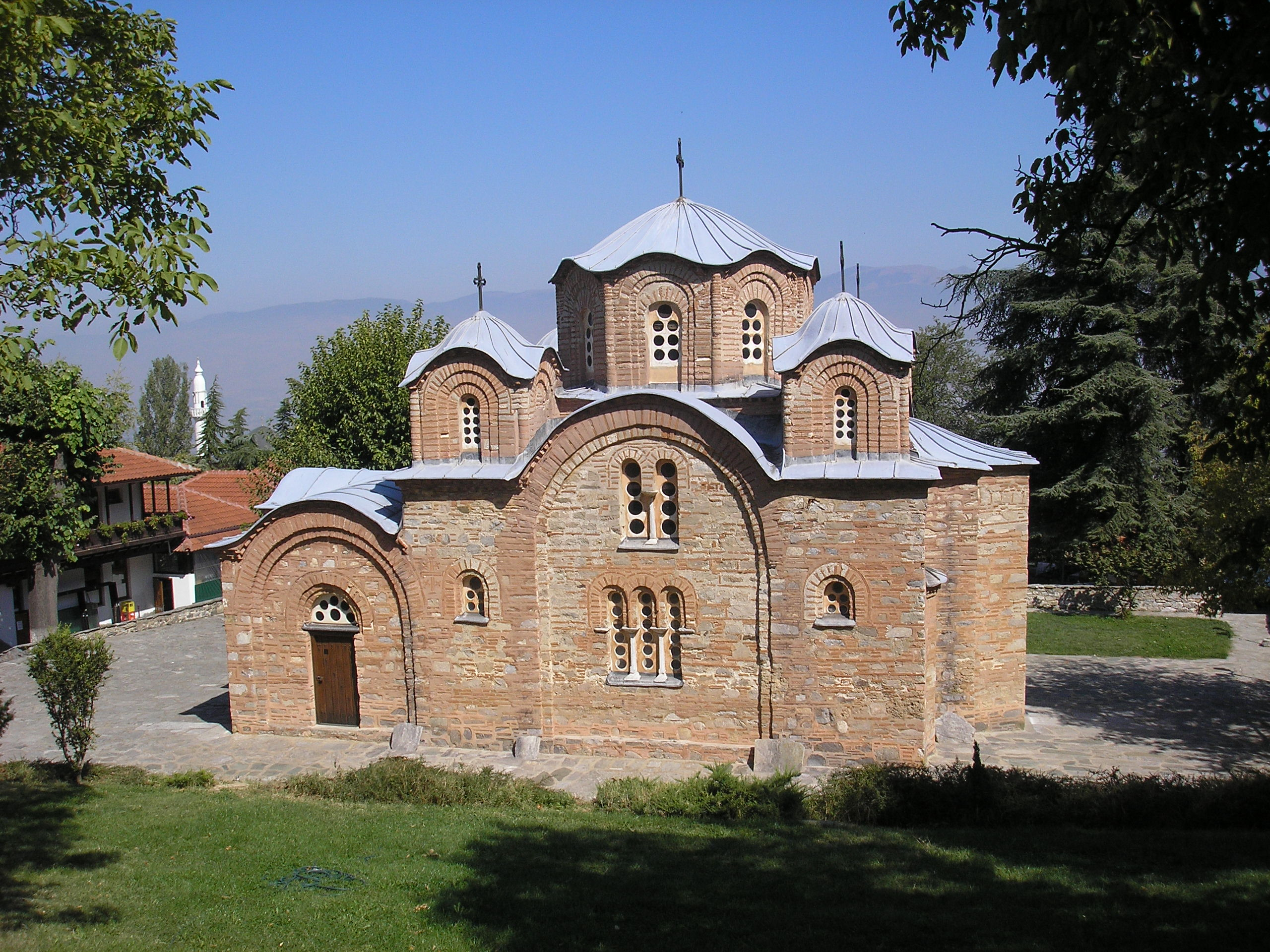
Biserica Sf. Pantelimon din Gorno Nerezi, Skopje, Republica Macedonia

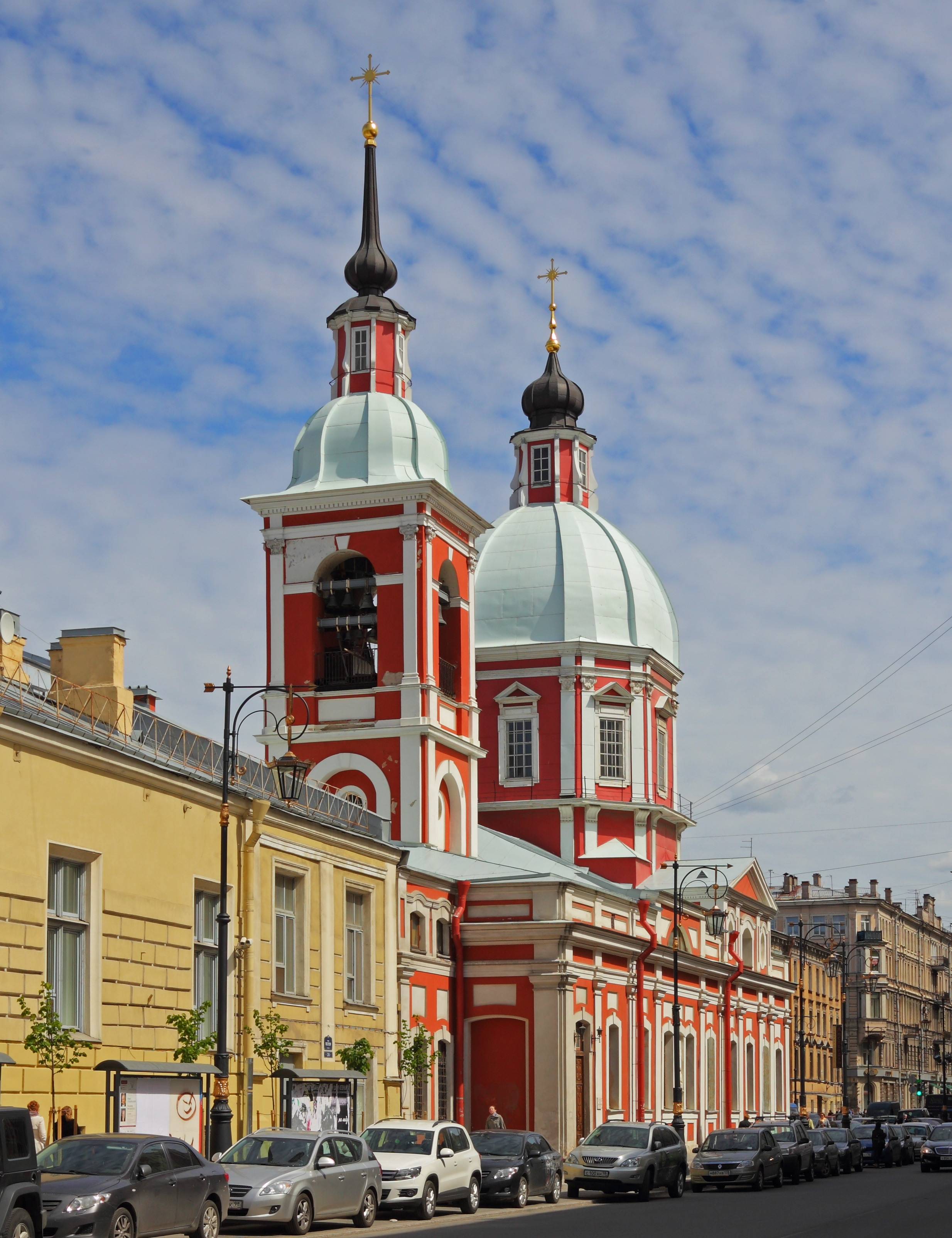
Biserica Sf. Pantelimon, construită în 1735-1739, este una dintre cele mai vechi din Sankt Petersburg

Pantaleon l-a cunoscut pe bătrânul preot Ermolae (prezentat ca episcop al bisericii din Nicomidia în literatura teologică de mai târziu), care i-a reamintit învățăturile de credință ale creștinismului și l-a convins că Hristos este cel mai bun medic.
Sfântul Alfons Maria de Liguori a descris această întâlnire cu următoarele cuvinte:
„A studiat medicina cu atât succes, că împăratul Maximian l-a numit medicul său. Într-o zi, când sfântul nostru conversa cu un preot sfânt pe nume Ermolae, acesta din urmă, după ce a lăudat studiul medicinei, a încheiat astfel: „Dar, prietene, la ce-ți folosesc toate cunoștințele pe care le-ai dobândit în această artă, din moment ce nu cunoști știința mântuirii?”
Tânărul medic i-a vindecat cu generozitate pe cei în suferință, tămăduindu-le deopotrivă trupul și sufletul. Prin vindecarea în mod miraculos a unui om orb prin invocarea numelui lui Isus, Pantaleon l-a convertit la creștinism pe tatăl său, la moartea căruia a intrat în posesia unei mari averi. El și-a eliberat sclavii și, împărțindu-și bogățiile celor săraci, a dobândit o mare reputație în Nicomidia. Medicii păgâni din cetate, invidioși, l-au denunțat că era creștin și Pantoleon a fost adus la judecată în timpul persecuției anticreștine declanșate în anul 303 de împăratul Dioclețian. Împăratul dorea să-l salveze și a încercat să-l convingă să accepte apostazia. Pantoleon și-a mărturisit deschis credința, iar ca dovadă că Hristos era adevăratul Dumnezeu a vindecat un paralitic. În ciuda acestui fapt, el a fost condamnat la moarte de împărat, care a considerat acel miracol ca un act de vrăjitorie.
A fost supus la chinuri grele înainte de a suferi martiriul. Potrivit legendei, carnea lui Pantaleon a fost mai întâi arsă cu făclii, iar în timpul acestei cazne Hristos i s-a arătat sub chipul bătrânului preot Ermolae care l-a îmbărbătat și i-a vindecat rănile. Făcliile au fost stinse. I s-a pregătit o baie de plumb topit, dar, când a coborât în cazan, lichidul s-a răcit brusc. Pantaleon a fost aruncat apoi în mare, cu o piatră grea legată de el, dar nu s-a înecat deoarece piatra a plutit la suprafața apei. A fost împins în mijlocul fiarelor sălbatice, care s-au aruncat să-l sfâșie, dar s-au retras atunci când el le-a binecuvântat. A fost legat apoi pe o roată cu cuie de fier și aruncat de pe un deal la vale, dar frânghiile s-au desfăcut și roata s-a sfărâmat în bucăți. S-a încercat decapitarea lui, dar sabia s-a încovoiat și călăii s-au convertit la creștinism.
În ciuda caznelor, Pantaleon i-a cerut lui Dumnezeu să-i ierte pe prigonitorii lui, motiv pentru care a primit numele de Panteleimon („cel preamilostiv”). Abia după ce el însuși și-a plecat grumazul, a putut fi decapitat, iar din rană a început să-i curgă un amestec de sânge și un lichid alb ca laptele.

## Venerarea timpurie
Hagiografiile Sf. Pantelimon care conțin aceste miracole săvârșite în timpul martiriului său sunt târzii și „lipsite de valoare”, potrivit Enciclopediei Catolice. Cu toate acestea, mucenicia sa pare să fie susținută de o venerație atestată încă din secolul al V-lea și mărturisită, printre altele, într-o predică despre martiri a teologului Teodoret (d. c. 457); Procopius din Cezareea (d. c. 565.?), scriind despre bisericile și sanctuarele creștine construite de împăratul Iustinian I, afirmă că împăratul a reconstruit sanctuarul lui Pantoleon din Nicomidia; există, de asemenea, o menționare a lui Pantoleon în Martyrologium Hieronymianum .

## Venerarea sa în răsăritul creștin

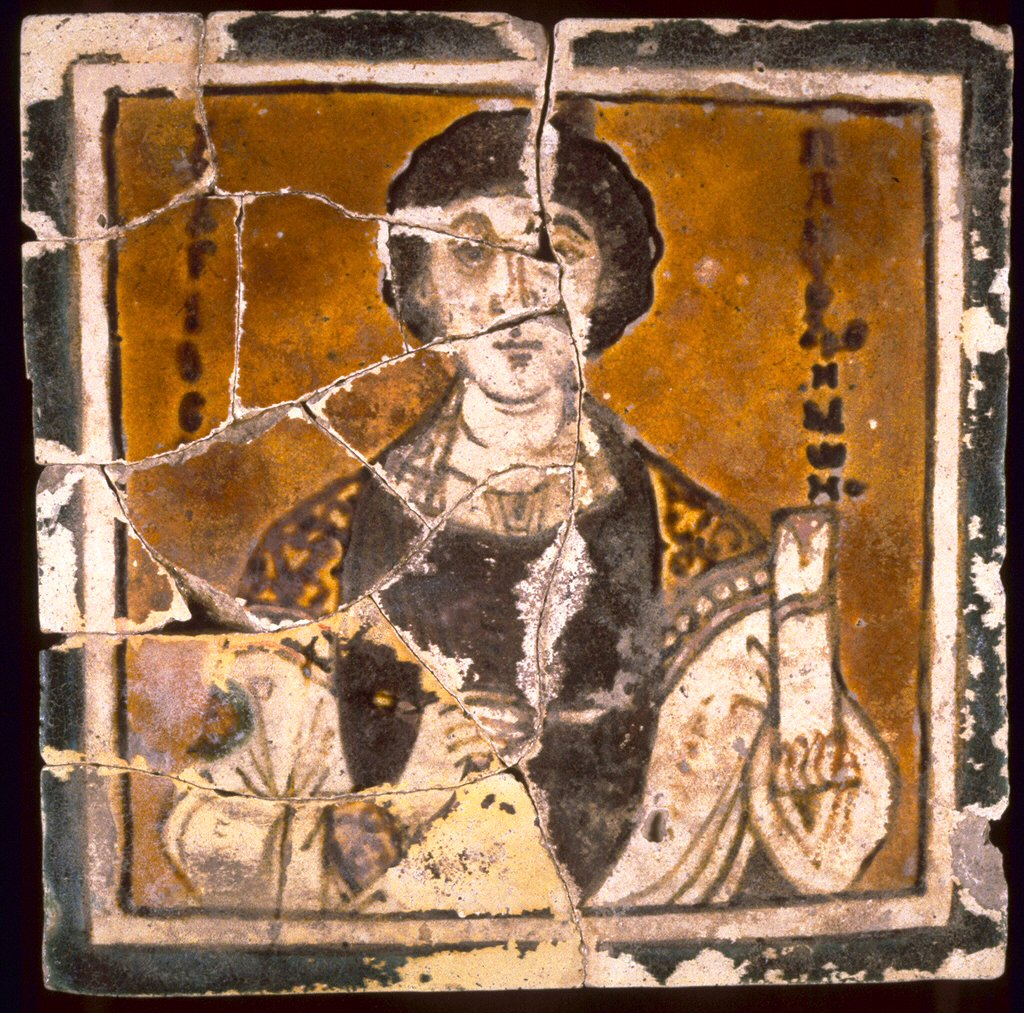
Pantelimon, este reprezentat aici cu o lanțetă în mâna sa dreaptă. Această placă ceramică forma probabil o friză pe zidul unei biserici sau pe un panou al altarului. Muzeul de Artă Walters.

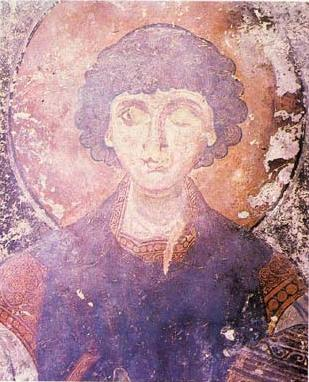
Sfântul Pantelimon, Mănăstirea Velusa, Macedonia de Nord

Tradiția orientală cu privire la Sfântul Pantelimon respectă într-o proporție mai mare sau mai mică hagiografia occidentală medievală, dar nu menționează nicio apariție vizibilă a lui Hristos. În schimb, se spune că Ermolae era încă în viață, în timp ce Pantelimon era torturat, fiind martirizat doar cu puțin timp înainte de decapitarea lui Pantaleon, împreună cu doi însoțitori, Ermip și Ermocrat. Sfântul este reprezentat canonic ca un tânăr cu păr creț și fără barbă.
Moaștele Sfântului Pantelimon, venerate în Nicomidia, au fost transferate la Constantinopol. Numeroase biserici, sanctuare și mănăstiri i-au fost închinate lui, fiind numite Sf. Pantaleon în Occident și Sf. Pantelimon în Orient; printre lăcașurile de cult care i-au fost închinate se numără Mănăstirea Sfântul Panteleimon de la Muntele Athos, Mănăstirea Sf. Panteleimon din Myrtou (Cipru) și Biserica Sf. Pantelimon din Gorno Nerezi (Republica Macedonia), construită în secolul al XII-lea.
Armenii cred că Mănăstirea Amaras din Nagorno-Karabah conține părticele din moaștele Sfântului Pantelimon, care sunt venerate în provinciile de este ale Armeniei.

## Venerarea sa în Europa de Vest
În Bazilica Vierzehnheiligen din apropierea orașului Staffelstein din Franconia Sf. Pantelimon este venerat cu mâinile pironite pe cap, reflectând o altă legendă despre moartea sa.
După Moartea neagră (pandemia de ciumă) din Europa de Vest de la mijlocul secolului al XIV-lea, în calitate de sfânt patron al medicilor și moașelor, Sf. Pantelimon a ajuns să fie considerat unul dintre cei paisprezece martiri păzitori (cei Paisprezece ajutători). Moaștele sfântului se găsesc în Catedrala Saint-Denis din Paris; capul lui este venerat la Lyon. O biserică romană i-a fost dedicată la Köln încă din secolul al IX-lea.

### Anglia
În Biblioteca Britanică există un manuscris scris în limba engleză veche (anglo-saxonă) despre Viața Sfântului Pantelimon (British Library, MS Cotton Vitellius D XVII), care datează de la începutul secolului al XI-lea, scrisă probabil pentru abatele Ælfric de Eynsham. Sacristia din transeptul sudic al catedralei din Chichester a fost anterior o capelă cu plan pătrat dedicată Sfântului Pantelimon - era posibil să fi fost în construcție chiar înainte de marele incendiu care a afectat catedrala în anul 1187.

### Franța
În Franța Sfântul Pantelimon a fost reprezentat pe un vitraliu de la Catedrala din Chartres. În sudul Franței există șase comune care poartă numele protector de Saint-Pantaléon. Deși există biserici care-i sunt consacrate pe tot teritoriul Franței, nu există comune care-i poartă numele în nordul sau nord-vestul Franței. Cele șase comune din sudul Franței sunt următoarele:
- Saint-Pantaléon, în departamentul Lot, regiunea Midi-Pyrénées
- Saint-Pantaléon, în departamentul Vaucluse, regiunea Provence - un sat viticol
- Saint-Pantaléon-de-Lapleau, în departamentul Corrèze, regiunea Limousin
- Saint-Pantaléon-de-Larche, în departamentul Corrèze, la granița dintre fostele provincii Périgord și Quercy
- Saint-Pantaléon-les-Vignes, în departamentul Drôme, regiunea Rhône-Alpes - un sat viticol[13] care face parte din regiunea viticolă Côtes du Rhône
- Saint-Pantaléon, în departamentul Saône-et-Loire, regiunea Bourgogne - legat administrativ de Autun, scaun episcopal

### Germania
În Köln se află o biserică romanică din secolul al X-lea, construită parțial de Theophanu, fiica împăratului bizantin. Aceasta s-a căsătorit cu împăratul roman Otto al II-lea în anul 972. 
- Biserica Sfântul Pantelimon din Köln, monument de arhitectură romanică

### Italia
Sfântul Pantelimon are în Italia reputația că oferă în vis numerele câștigătoare la loterie. Un flacon care conținea o parte din sângele lui a fost păstrat o lungă perioadă la Ravello. În ziua sărbătorii sfântului se spune că sângele lui devine fluid și face bulbuci (asemănător cu sângele Sfântului Ianuarie). O pictură a Sfântului Pantelimon realizată de Paolo Veronese se află în Biserica San Pantalon din Veneția; ea îl arată sfânt vindecând un copil. În biserică se află, de asemenea, o altă pictură a Sfântului Pantelimon realizată de Giovanni Antonio Fumiani. A mai fost reprezentat într-o frescă din secolul al VIII-lea aflată în Biserica Santa Maria Antiqua din Roma și într-un ciclu pictural din secolul al X-lea aflat în cripta Bisericii San Crisogono din Roma. În Calabria există un mic oraș numit Papanice, după Sfântul Pantaleon. Cu ocazia sărbătorii anuale a sfântului o statuie a Sfântului Pantelimon este purtată prin oraș pentru binecuvântarea pelerinilor.
San Pantaleone sau Pantalone era un sfânt popular în Veneția și a dat, ca urmare, numele unui personaj din commedia dell'arte, Pantalone, un bătrân bogat, zgârcit și uscățiv (Shakespeare îl descrie în comedia Cum vă place ca „uscățivul și alunecosul Pantaloon”), care era o caricatură a venețienilor. Acest personaj a fost portretizat ca purtând mai degrabă pantaloni lungi decât pantalonași până la genunchi și astfel a devenit originea unui tip de vestimentație numit „pantaloni”.

### Portugalia
Sfântul Pantelimon (São Pantalião în portugheză) este unul dintre sfinții patroni ai orașului Porto din Portugalia, împreună cu Sfântul Ioan Botezătorul și cu Sfânta Fecioară de la Vendome. O parte din moaștele sale au fost aduse de refugiații armeni care au venit în oraș după ocuparea Constantinopolului de către otomani în 1453. Ulterior, în 1499, aceste relicve au fost transferate din Biserica Sf. Petru din Miragaia în Catedrala din Porto, unde sunt păstrate și în prezent.

## Eponime
- Exploratorul portughez Bartolomeo Diaz, primul european cunoscut că a navigat în jurul Capului Bunei Speranțe, a avut în acea expediție o navă numită São Pantaleão.
- Crucișătorul rusesc Potemkin a fost redenumit Panteleimon după ce a fost recuperat după revolta marinarilor din 1905.
- Sfântul Panteon este eponimul personajului Pantalaimon din seria de romane Materiile întunecate a lui Philip Pullman.

## Vezi și
Biserici din România cu hramul Sf. Pantelimon
- Biserica Sfântul Mare Mucenic Pantelimon din București
- Biserica de lemn din Dobrovăț
- Biserica Sfântul Pantelimon din Iași
- Biserica Sfântul Pantelimon din Ploiești

Biserici din Republica Moldova cu hramul Sf. Pantelimon
- Biserica Sfântul Pantelimon din Chișinău

Biserici din Germania cu hramul Sf. Pantelimon
- Biserica Sfântul Pantelimon din Köln

## Legături externe
- Life of St Panteleimon with a portrait in the traditional icon style
- Paul Gerhard Aring (1993). „Pantaleon”. În Bautz, Traugott (ed.). Biographisch-Bibliographisches Kirchenlexikon (BBKL) (in German). 6. Herzberg: Bautz. cols. 1485–1486. ISBN: 3-88309-044-1.
- en  Paul Guérin, Les Petits Bollandistes: Vies des Saints, (Bloud et Barral: Paris, 1882), Vol. 9 Hagiography for children
- Article in OrthodoxWiki
- St. Panteleimon
- Gandzasar Monastery, Nagorno Karabakh